# Suominen (entreprise)

Suominen Oyj  est une société finlandaise de fabrication de textiles non tissés pour les applications d'essuyage, d'hygiène et de soins de santé. 

## Présentation
Suominen est le leader mondial de la commercialisation des textiles non-tissés et l'un des plus grands fabricants de textiles non-tissés au monde.
L'entreprise possède des sites de production en Finlande, aux États-Unis, au Brésil, en Espagne et en Italie.  
La société est cotée à la Bourse d'Helsinki.

## Actionnariat
En novembre 2017, Suominen comptait environ 4200 actionnaires, dont le plus important est  Ahlström Capital Oy.
Au 30 novembre 2017, les principaux actionnaires étaient:
| Actionnaire                  | % parts |
| ---------------------------- | ------- |
| AC Invest Two B.V            | 25,92   |
| Oy Etra Invest Ab            | 10,98   |
| Varma                        | 8,36    |
| Ilmarinen                    | 6,04    |
| Nordea                       | 5,71    |
| Elo                          | 5,62    |
| GMT Capital Corp             | 5,00    |
| FCP OP                       | 3,67    |
| Evald ja Hilda Nissin säätiö | 1,86    |
| Mandatum Life                | 1,79    |
| FCP Nordea Nordic Small Cap  | 1,74    |